# La Passe des Indiens
La Passe des Indiens est la cinquième histoire de la série Jerry Spring de Jijé. Elle est publiée pour la première fois du no 922 au no 943 du journal Spirou. Puis est publiée sous forme d'album en 1957.

## Univers

### Synopsis
Sur le territoire des Indiens Utes, une famille de pionniers est massacrée. Jerry Spring et Pancho découvrent les corps criblés de flèches et préviennent le shérif de la ville voisine. Tous trois se rendent à la réserve indienne pour enquêter, mais le chef Long-Cri leur certifie que les Utes ont définitivement enterré la hache de guerre et que ses guerriers n'ont attaqué aucun visage pâle depuis des années. Le shérif est sceptique, tout comme ses concitoyens qui souhaitent organiser des représailles et parlent de "casser de l'Indien" comme au bon vieux temps, avant la signature des traités et la création de la réserve. Lorsqu'une nouvelle victime est découverte, blessée d'une flèche dans le dos, le shérif propose d'organiser une patrouille pour battre la campagne, à la recherche des assassins.
Tandis que Jerry et Pancho tentent en vain de convaincre les Utes de ne pas envenimer les choses, un accrochage a lieu entre quelques guerriers échauffés et trois hommes de la patrouille. L'un d'entre eux est blessé alors qu'il s'apprêtait à faire feu sur les Indiens. Le chef Long-Cri, venu en ville pour convaincre les visages pâles que les Utes n'ont fait que se défendre, est à son tour blessé d'une balle dans le dos par un tireur embusqué. Recueilli par Jerry et Pancho, il est ramené dans son village pour y mourir. Cette fois, les Utes sont bien décidés à déterrer la hache de guerre.
Deux escadrons de cavalerie sont appelés à la rescousse pour chasser les Indiens de leur réserve et les refouler vers le nord, mais le premier engagement tourne mal pour les tuniques bleues trop confiantes. Jerry, convaincu de la bonne fois des Indiens, profite de ce répit pour tenter à nouveau de parlementer. Il se rend au campement des Utes pour les convaincre que leur combat est sans espoir et leur fait la promesse de trouver lui-même le coupable et d'innocenter le peuple Ute. Impressionné par son courage lors d'un duel avec un de ses guerriers, le nouveau chef de la tribu, Mato-Sape, accepte de quitter la réserve de son plein gré, à condition que ce territoire soit rendu à son peuple dès que son innocence sera reconnue.
La trêve conclue ne fait l'affaire ni des bons citoyens qui salivaient déjà à l'idée de se partager les terres de la réserve, ni de l'armée qui rêve de prendre sa revanche. Pancho s'en aperçoit alors qu'il est pris à partie dans un saloon par un des « bons citoyens » en question. Au cours de la bagarre, il se rend compte que son adversaire, soi-disant gravement blessé quelques jours plus tôt par une flèche ute, est en fait en pleine forme. Cela lui permet d'identifier le chef des assassins, le docteur Finley, qui avait prétendu soigner les victimes. Sur le point d'être arrêté, ce dernier a cependant le temps de s'enfuir avec ses complices, en enfermant le shérif dans la cave de son cabinet médical.
Jerry informe la tribu de Mato-Sape de la bonne nouvelle, tout en demeurant perplexe à propos des motivations de la bande. L'attitude ambigüe des Indiens éveille cependant ses soupçons, et en compagnie de Pancho il entreprend de pister un groupe de guerriers jusqu'à un canyon profond appelé les Roches Froides. Ce lieu abrite une mine d'or secrète, découverte par hasard par le docteur Finley et ses complices qui se grimaient en Indien pour commettre leurs crimes et obtenir que l'armée chasse les Utes de leurs terres, afin de s'approprier la mine. Mais lorsque Jerry et Pancho parviennent sur les lieux, les Utes ont déjà fait justice : les corps de Finley et de ses complices gisent parmi l'or qu'ils convoitaient. La mine restera secrète à jamais...

### Personnages
Jerry Spring : le principal héros de l'histoire. Jeune homme aux allures de cow-boy, monté sur un magnifique cheval nommé Ruby, qui n'accepte aucun autre cavalier que lui. Courageux, loyal, fidèle en amitié, il est toujours prêt à redresser les torts, à rétablir la justice et à se porter à l'aide de qui en éprouve le besoin.
Pancho dit El Panchito : mexicain rondouillard, il est l'ami indéfectible de Jerry Spring, même si les initiatives aventureuses de ce dernier le laissent parfois perplexe. Il aime la sieste, la tequila et les pesos d'argent truqués...
Long-Cri : chef de la nation Ute, qui cherche à préserver la paix.
Job Finley : médecin de village, beaucoup moins désintéressé qu'il n'en a l'air.
Mato Sape (Ours-Noir) : le nouveau chef des Utes, guerrier sage et respecté.